# TopOFFFestival
TopOFFFestival – ogólnopolski festiwal teatru offowego, organizowany od 2017 roku przez Teatr Mały w Tychach.
Celem festiwalu jest stworzenie przestrzeni rozmowy i rywalizacji najlepszych przedstawień teatru alternatywnego w Polsce.
W ramach festiwalu prezentowane były m.in. spektakle Teatru Krzyk, Teatru Brama, Komuny Warszawa, Teatru Barakah, Sceny Roboczej, NeTTheatre, Cloud Theatre, Stowarzyszenia Teatralnego Chorea, Teatru Biuro Podróży, Teatru Realistycznego, Pijanej Sypialni, Kampanii Teatralnej Mamro oraz produkcje Teatru Małego w Tychach zrealizowane w ramach projektu ,,Otwarta scena Teatru Małego w Tychach".